# Církevní střední zdravotnická škola Jana Pavla II.

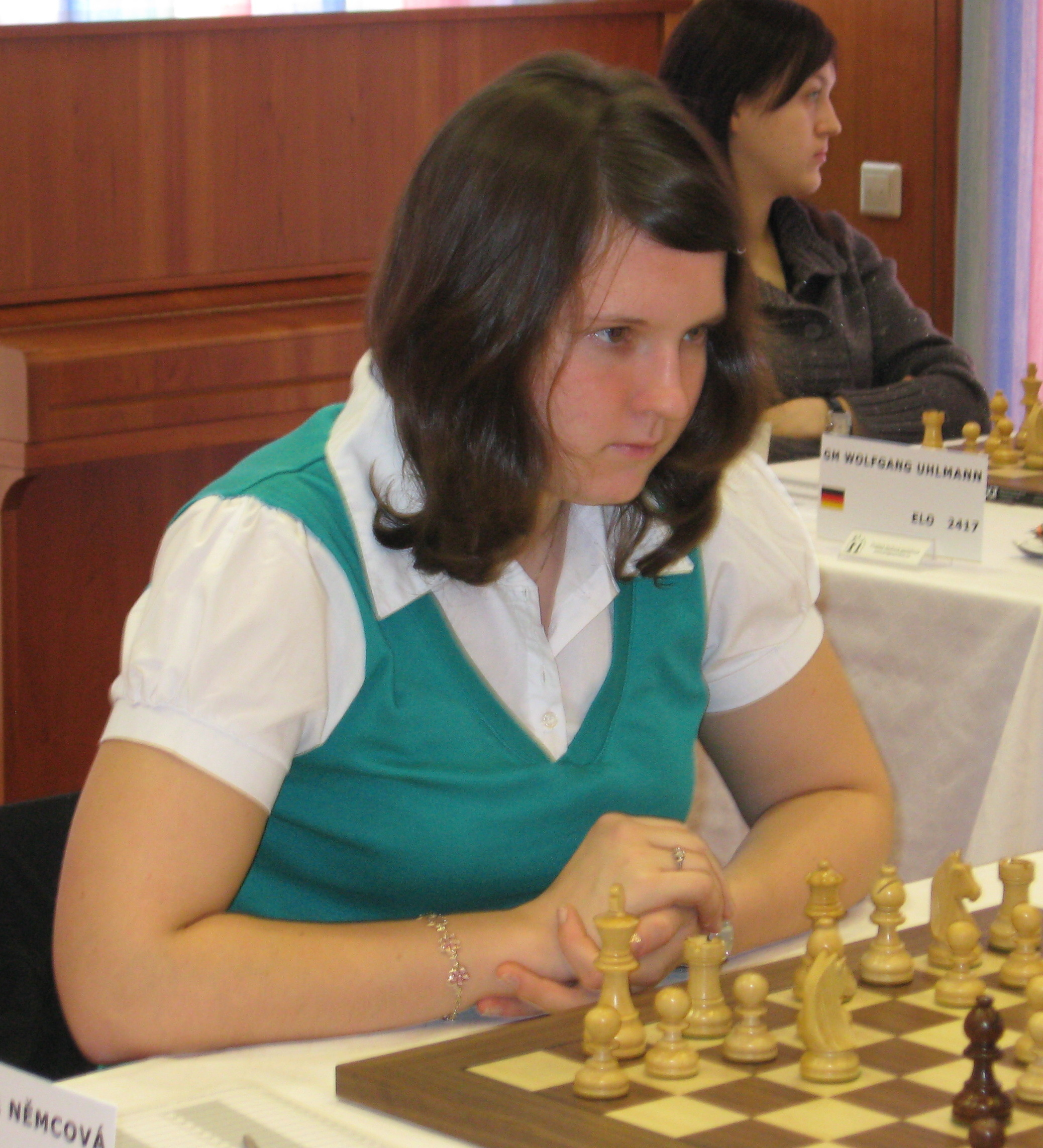
Mezinárodní velmistryně Kateřina Němcová (2008)

Církevní střední zdravotnická škola Jana Pavla II. je katolická střední zdravotnická škola zřizovaná Arcibiskupstvím pražským. Společně s VOŠZ maltézských rytířů (jedna z možností dalšího studia pro absolventy) a SOŠS sv. Zdislavy sídlí v komplexu známém jako Škola Ječná v Ječné ulici v Praze 2. Jednotlivé školy jsou sice formálně samostatné, jinak jsou však značně propojeny, a to nejen sdílením společných prostor k výuce, ale též personálně.
Škola má cílovou kapacitu 230 studentů, ve školním roce 2006/2007 jich na škole studovalo 112. Poskytuje čtyřletý studijní obor praktická sestra a klade důraz na výchovu studentů v křesťanském duchu. Do roku 2006/2007 zde byl i obor všeobecná sestra, který byl dokončen po změnách zákonů ČR, jejichž důsledkem bylo, že střední školy ztratily právo vyučovat tuto kvalifikaci. Od roku 2004 je fakultní školou Pedagogické fakulty UK. Ve věci praktické výuky svých žáků spolupracuje s Všeobecnou fakultní nemocnicí, Fakultní Thomayerovou nemocnicí, Nemocnicí Milosrdných sester sv. Karla Boromejského
Škola nemá vlastní internát, nicméně inzeruje možnost ubytování v studentských ubytovacích zařízeních provozovaných řeholními společenstvími.

## Slavné osobnosti

### Žáci
- Kateřina Němcová, šachistka[3]